# TT397
TT397 (Theban Tomb 397) è la sigla che identifica una delle Tombe dei Nobili ubicate nell'area della cosiddetta Necropoli Tebana, sulla sponda occidentale del Nilo dinanzi alla città di Luxor, in Egitto. Destinata a sepolture di nobili e funzionari connessi alle case regnanti, specie del Nuovo Regno, l'area venne sfruttata, come necropoli, fin dall'Antico Regno e, successivamente, sino al periodo Saitico (con la XXVI dinastia) e Tolemaico.

## Titolare
TT397 era la tomba di:
| Titolare | Titolo                                                                      | Necropoli           | Dinastia/Periodo   | Note |
| -------- | --------------------------------------------------------------------------- | ------------------- | ------------------ | ---- |
| Nakht    | Prete wab di Amon, Sovrintendente al magazzino di Amon, Primo Figlio del re | Sheikh Abd el-Qurna | XVIII dinastia (?) |      |

## Biografia
Unica notizia biografica ricavabile: il nome della moglie Senhotep, Concubina reale

## La tomba
Planimetricamente TT397 si sviluppa con forma a "T" rovesciata tipica delle sepolture del periodo. Un breve corridoio immette nella sala trasversale, da cui si accede a una serie di due sale perpendicolari alla precedente; sulle pareti: (1 in planimetria) resti dei titoli del proprietario della tomba. Nella prima delle sale longitudinali (2) una barca, facente parte del corteo funebre, con a bordo dolenti e portatori di offerte dinanzi al defunto; nella seconda sala (3) il defunto e la moglie assisi. Sul soffitto, resti di testi sacri.

### Annotazioni
1. ↑  La numerazione dei locali e delle pareti segue quella di Porter e Moss 1927, p. 438.
2. ↑  La prima numerazione delle tombe, dalla numero 1 alla 252, risale al 1913 con l'edizione del "Topographical Catalogue of the Private Tombs of Thebes" di Alan Gardiner e Arthur Weigall. Le tombe erano numerate in ordine di scoperta e non geografico; ugualmente in ordine cronologico di scoperta sono le tombe dalla 253 in poi.
3. ↑  I campi della Duat, ovvero l'aldilà egizio, si trovavano, secondo le credenze, proprio sulla riva occidentale del grande fiume.
4. ↑  Nella sua epoca di utilizzo, l'area era nota come "Quella di fronte al suo Signore" (con riferimento alla riva orientale, dove si trovavano le strutture dei Palazzi di residenza dei re e i templi dei principali dei) o, più semplicemente, "Occidente di Tebe".
5. ↑  le Tombe dei Nobili, benché raggruppate in un'unica area, sono di fatto distribuite su più necropoli distinte.
6. ↑  Le note, sovente di inquadramento topografico della tomba, sono tratte, fino alla TT252, dal "Topographical Catalogue" di Gardiner e Weigall, ed. 1913 e fanno perciò riferimento alla situazione dell'epoca.
7. ↑  I preti "wab", ma anche "uab", o "uebu", appartenevano al basso clero ed erano incaricati della manutenzione degli strumenti del culto e degli oggetti comunque ad esso connessi. A loro competeva il lavacro e l'abbigliamento giornaliero della statua del dio presso cui operavano e il trasporto della stessa statua (generalmente su una barca sacra) durante le cerimonie. Erano gerarchicamente sottoposti ad un "grande prete wab" cui competevano le operazioni giornaliere di culto della divinità.

### Fonti
1. ↑  Gardiner e Weigall 1913.
2. ↑  Donadoni 1999,  p. 115.
3. ↑  Porter e Moss 1927, p. 443.
4. 1 2  Porter e Moss 1927,  p. 443.